# パールボウル
パールボウル（PEARL BOWL）は、Xリーグ（日本社会人アメリカンフットボールリーグ）春季の公式戦である。
元々は1976年に後楽園球場で、関東大学リーグの強豪チームと、関東の社会人チームによる親善試合として開始し、1985年の第10回大会から関東の社会人チーム（現・Xリーグ東・中地区）による春のトーナメントとして開催された。途中の1989年（第14回）～2006年（第31回）までは「春季全日本実業団選手権大会」として開催、2008年の第32回から元の関東のチーム同士による「東日本社会人選手権大会」となった。
決勝戦は1987年まで後楽園球場、1988年以後は東京ドームで行われている。ただし1996年に限り横浜スタジアムで行われている。
9月から始まる秋季の正規リーグ戦「Xリーグ」に向けた新チームの調整の一環として行われている。なおIFAFアメリカンフットボール世界選手権（通常、ラグビーワールドカップ男子大会の年。）が行われる年は「パールボウル」は休止となる。
「パールボウル」の名は、パールが例年決勝戦が行われる6月の誕生石であることからつけられたとされる。